# Blidsbergs kyrka
Blidsbergs kyrka är en kyrkobyggnad belägen i den norra delen av Ulricehamns kommun. Sedan 2006 tillhör kyrkan Redvägs församling (tidigare Blidsbergs församling) i Skara stift.

## Historia
Den ursprungliga kyrkan var uppförd av huggen sandsten i romansk stil och bestod av långhus och kor med absid. Senare tillkom en tornbyggnad i väst byggd av gråsten. Från kyrkans tillkomsttid finns en dekorerad tympanonsten bevarad. Denna första kyrkobyggnad dateras till 1100-talet. Den fick förfalla under 1600-talet, men reparerades på 1700-talet. Efter långa förberedelser för ett nybygge började man riva den gamla kyrkan 1867.

## Kyrkobyggnaden
Den nuvarande kyrkan uppfördes åren 1868-1869 efter ritningar av arkitekt Ludvig Hedin och invigdes 1870 av biskop Johan Albert Butsch. Byggnadsstilen uppvisar en tidstypisk blandning av empirens klassiska former och nygotikens mera spetsiga. Kyrkan ligger på en höjd ovanför Ätran och har en stomme av natursten och vilar på en sockel av huggen granit. Den består av ett långhus med ett smalare femsidigt kor i öster och kyrktorn i väster. Vid långhusets norra sida finns en sakristia. Ytterväggarna är spritputsade och målade med ljusgul kalkfärg. Långhuset och sakristian täcks av sadeltak som är plåtklädda. Koret har ett plåtklätt tak som är valmat åt alla sidor. Kyrktornet har ett kopparklätt tak med en åttkantig lanternin som kröns med en tornspira. 
Kyrkorummet har kvar mycket av den ursprungliga inredningen och täcks av ett tredingstak.
En restaurering utfördes 1939 under ledning av arkitekt Ärland Noreen. Då sattes den södra ingången igen och övriga dörrar fick kopparbeslag. Centralvärme med lågtrycksånga installerades med pannrum under sakristian, vilket ersatte tidigare sotande kaminer. År 1985 putsades ytterväggarna om då den gamla putsen hade dålig vidhäftning och 1996 renoverades tornet under ledning av arkitekt Hans Jorméus. Lanterninen försågs med tre nya fönster och övriga fönster renoverades. Tornets alla takfall belades med ny kopparplåt.

## Inventarier
- Dopfunt av sandsten tillverkad under senare delen av 1100-talet i två delar. Höjd: 97 cm. Cuppan är av gulaktig sandsten och päronformad. Livet är indelat med vågräta rundstavar, mellan vilka det finns spetsfliks- och zig-zagornament. Därtill finns två arkadbågar. Längst upptill finns en runinskrift som tolkas: Tormod gjorde (dopfunten).  Skaftet eller foten är av gråaktig sandsten och nästan cylindrisk med en kraftig rundstav i mitten. Har troligen haft uttömningshål i centrum. Ganska omfattande skador, som är lagade. Funten har direkt engelska förebilder och kan vara tillverkad där.[2]
- Madonnaskulptur från 1100-talet i ek. Höjd 70 cm. Stora skador där Kristusbarnet saknas och nedre delen är bortvittrad. All färg borta.[3]
- En Birgittaskulptur är skuren i ek.
- Ett triumfkrucifix är från 1400-talet.
- En rund predikstol är samtida med nuvarande kyrka.
- Nuvarande altaruppställning tillkom 1934 och ersatte ett enkelt altarkors. Altaruppsättningen är komponerad av arkitekt Knut Nordenskjöld och innefattar fem träskulpturer från gamla kyrkans predikstol från 1600-talet.
- Altarskåp föreställande flera helgon. Nuvarande placering Västergötlands Museum[4].

## Orglar
- En orgel tillverkad av Johan Anders Johansson sattes in 1886. Vid en ombyggnad 1949-1951 gjordes orgelverket pneumatiskt och utökades med tre stämmor.
- År 1979 anskaffades ett elektronikbaserat oregelverk med frikombinationssystem från den engelska firman Harrison & Harrison, varvid större delen av de befintliga piporna återanvändes och antalet stämmor ökades till trettio, varav nio är transmissioner. Johanssons stumma fasad från 1886 har bibehållits.[5]

| Great (C-c4)    | Swell (C-c4)         | Choir (C-c4) | Pedal (C-g1)               | Koppel        |
| --------------- | -------------------- | ------------ | -------------------------- | ------------- |
| Principal 8'    | Rohr Flute 8'        | Krummhorn 8' | Sub Bass 16'               | SW/G          |
| Gedackt 8'      | Salicional 8'        |              | Quint 10 2/3' (transm.)    | C/G           |
| Octave 4'       | Céleste 8'           |              | Principal 8'               | SW/C          |
| Spitz Flute 4'  | Principal 4'         |              | Stopped Flute 8' (transm.) | G/P           |
| Nazard 2 2/3'   | Open Flute 4'        |              | Principal 4' (transm.)     | SW/P          |
| Super Octave 2' | Block Flute 2'       |              | Flute 4'                   | C/P           |
| Tierce 1 3/5'   | Mixture III          |              | Flute 2' (transm.)         | II 16'/II     |
| Mixture IV      | Fagotto 16'          |              | Fagotto 16' (transm.)      | II 4'/II      |
|                 | Trumpet 8'           |              | Trumpet 8' (transm.)       | Unison off/II |
|                 | Oboe 8' (transm.)    |              | Oboe 4' (transm.)          |               |
|                 | Clarion 4' (transm.) |              |                            |               |
|                 | Tremulant            |              |                            |               |
|                 | Swell Pedal          |              |                            |               |

Sex fria kombinationer per manual, great och pedals kombinationer kopplade,

## Minnenas hörnpå kyrkogården
Här har man placerat tre runstenar och fyra bevarade gravstenar från 1600- och 1700-talen.

## Bilder

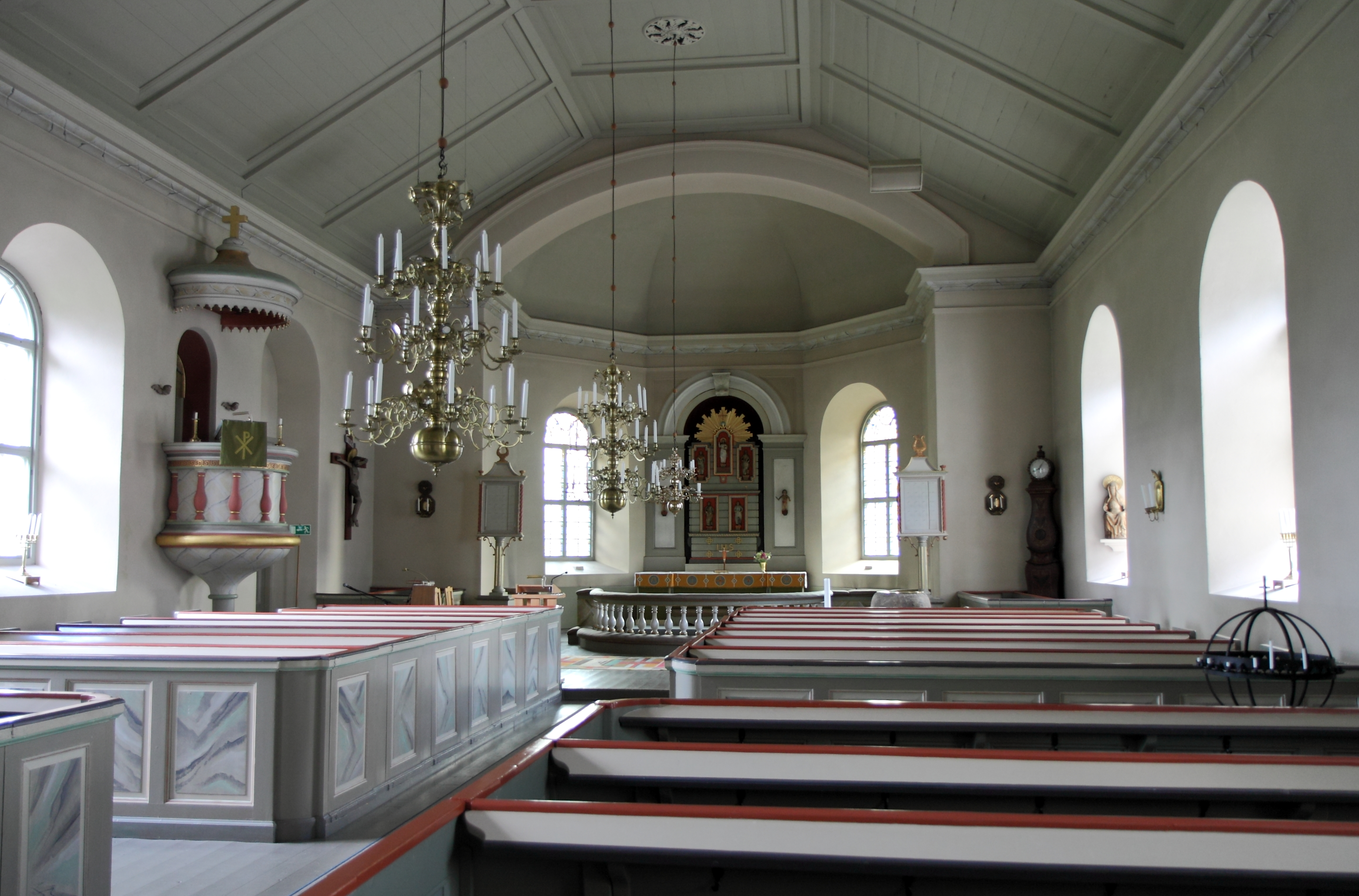
Interiör mot koret.
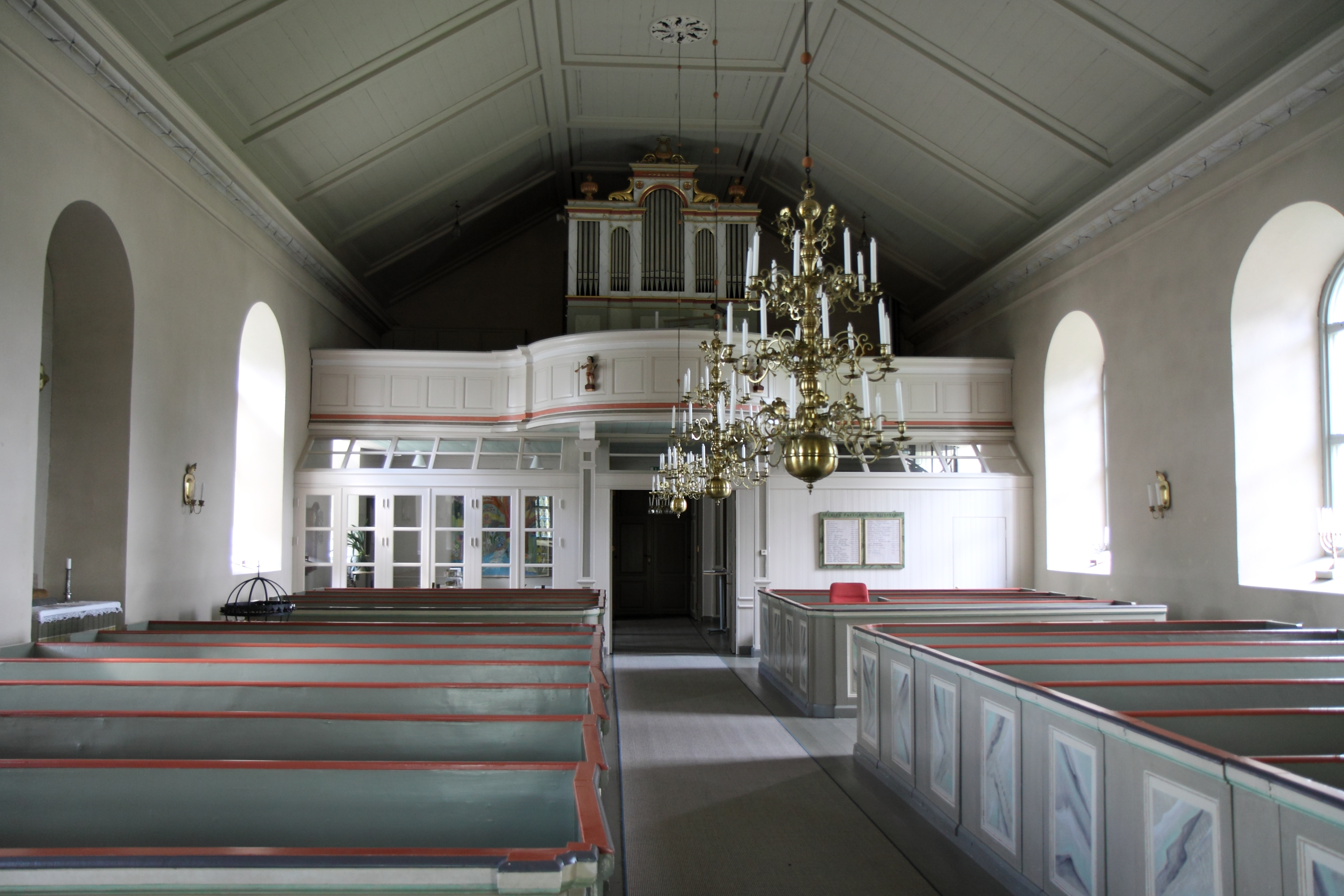
Interiör mot orgelläktaren.
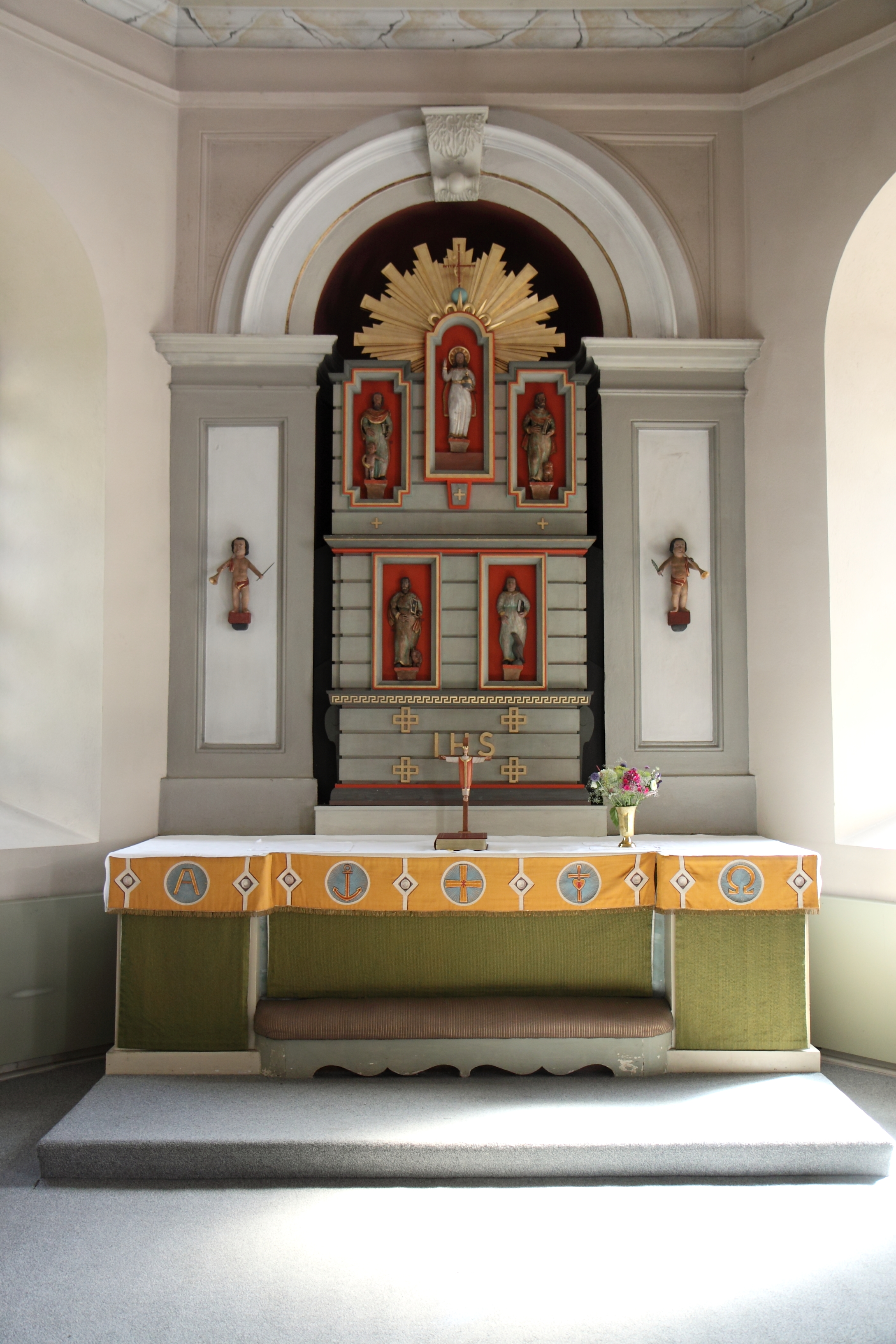
Altaret.
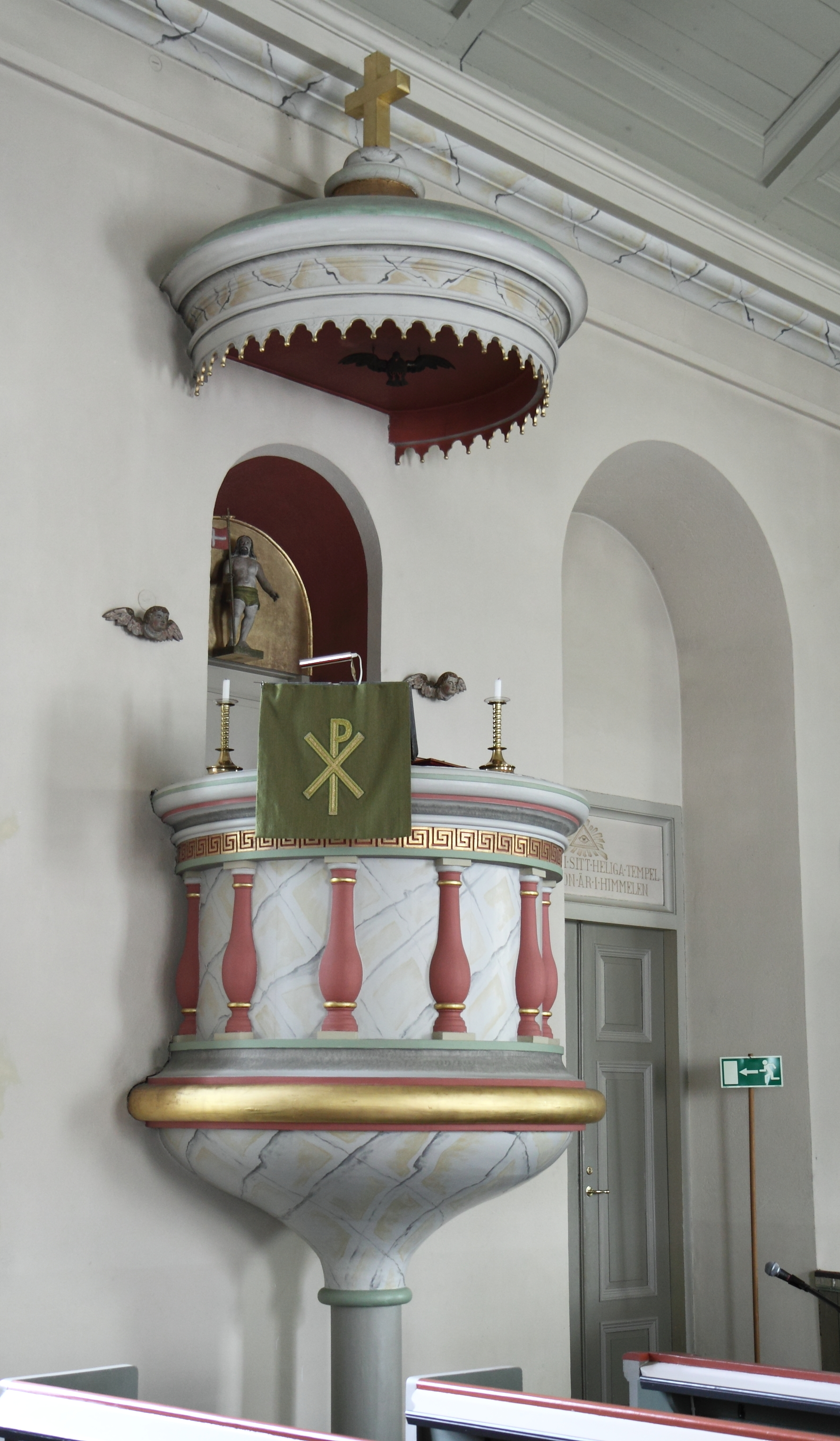
Predikstolen.
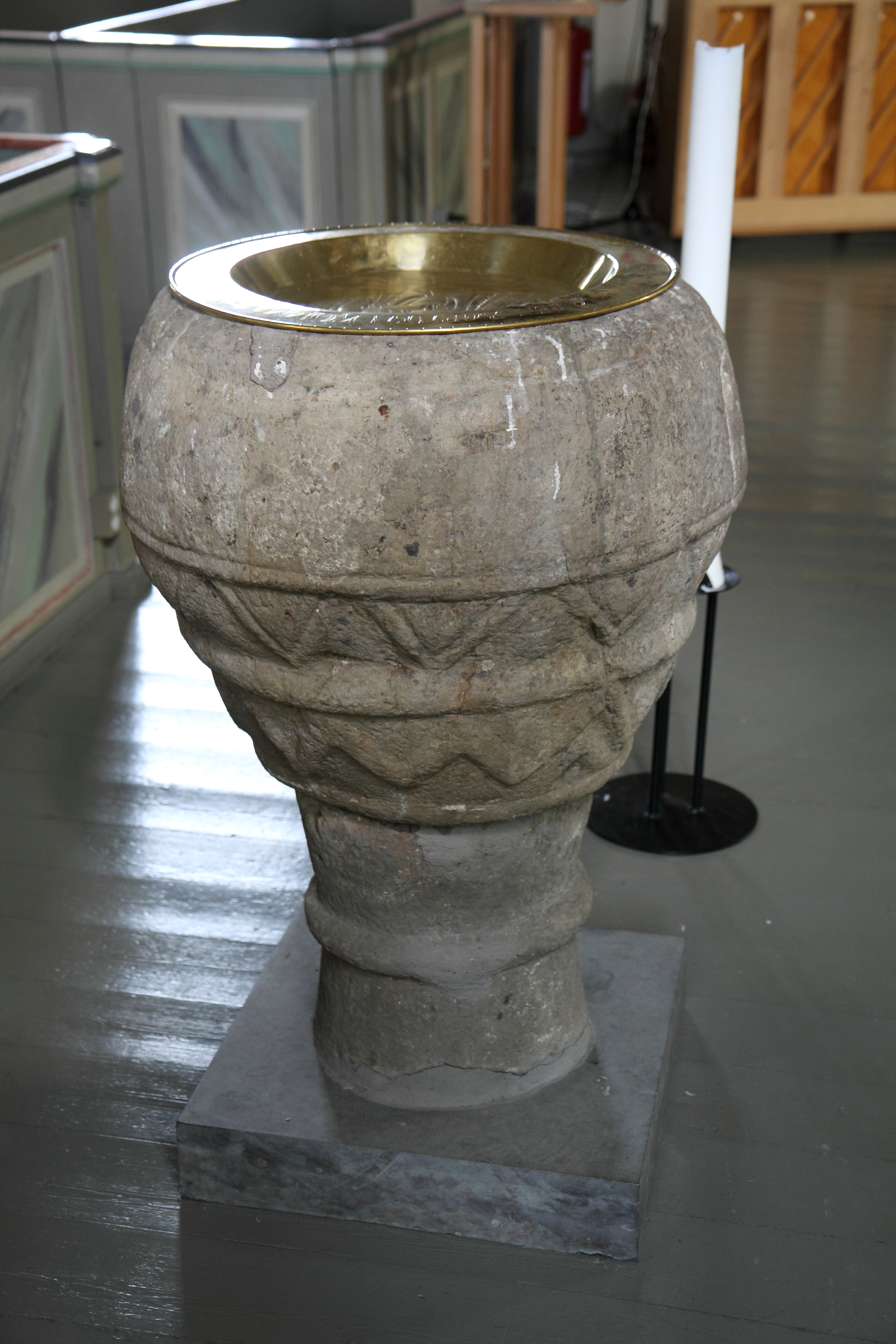
Dopfunt.
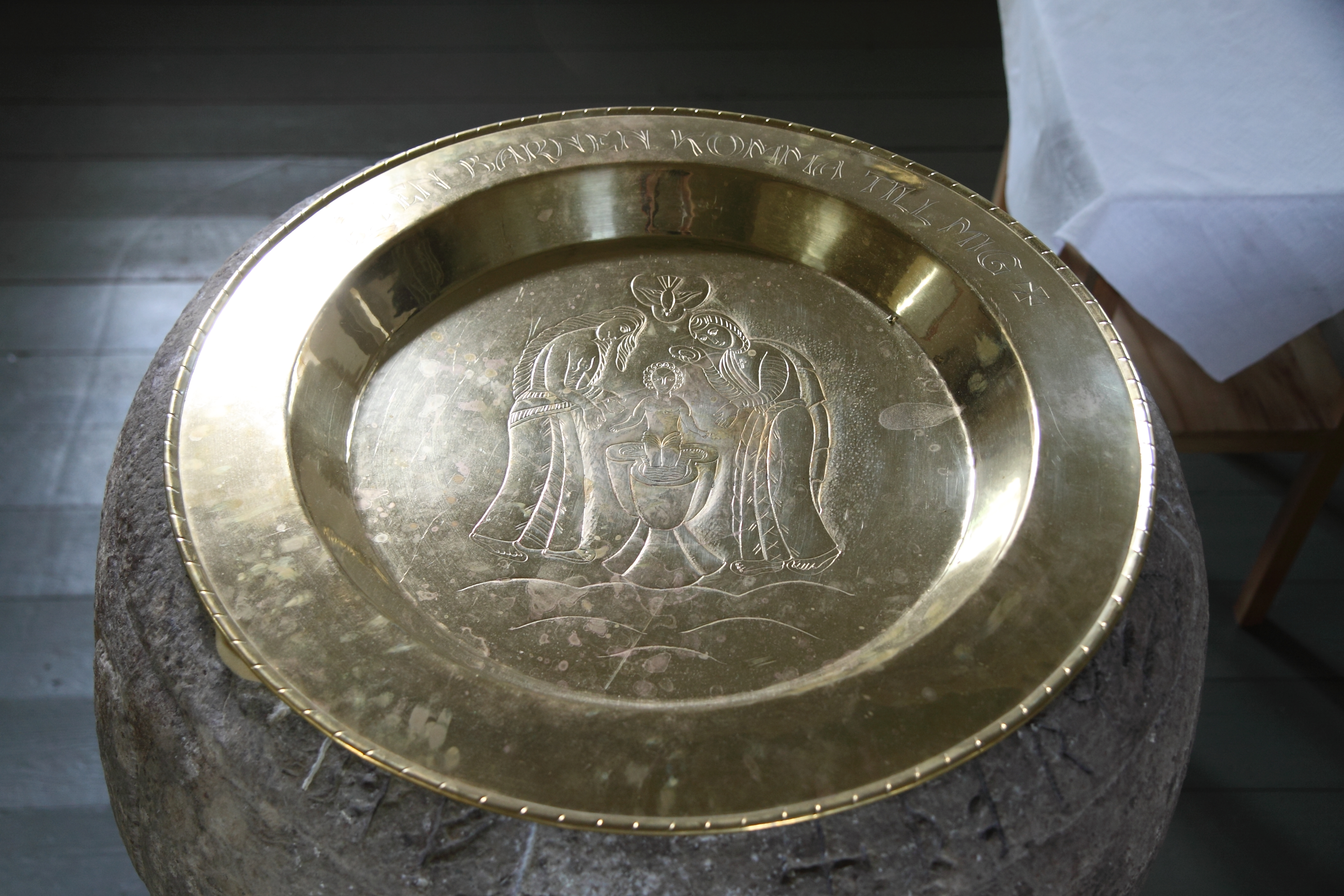
Dopfat.
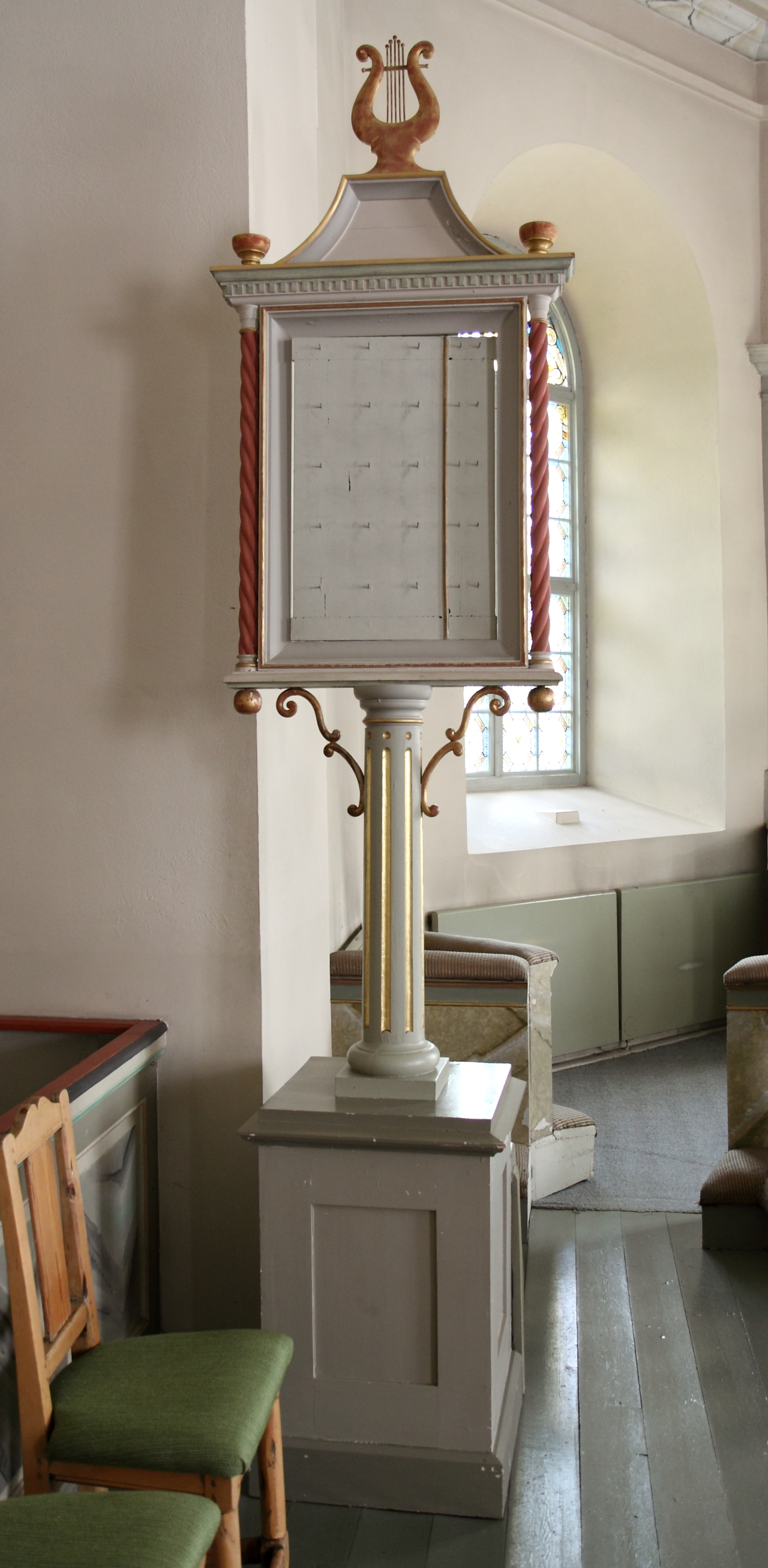
Nummertavla.
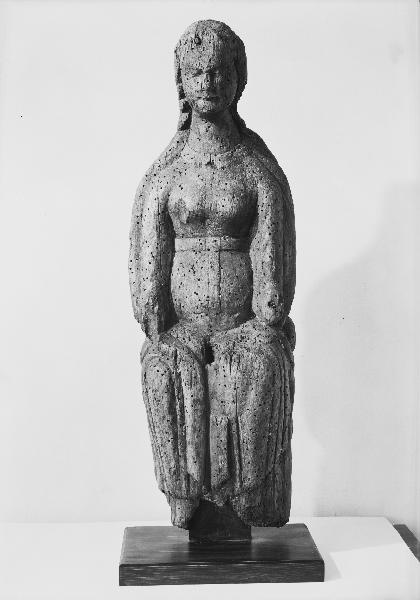
Madonnaskulptur.
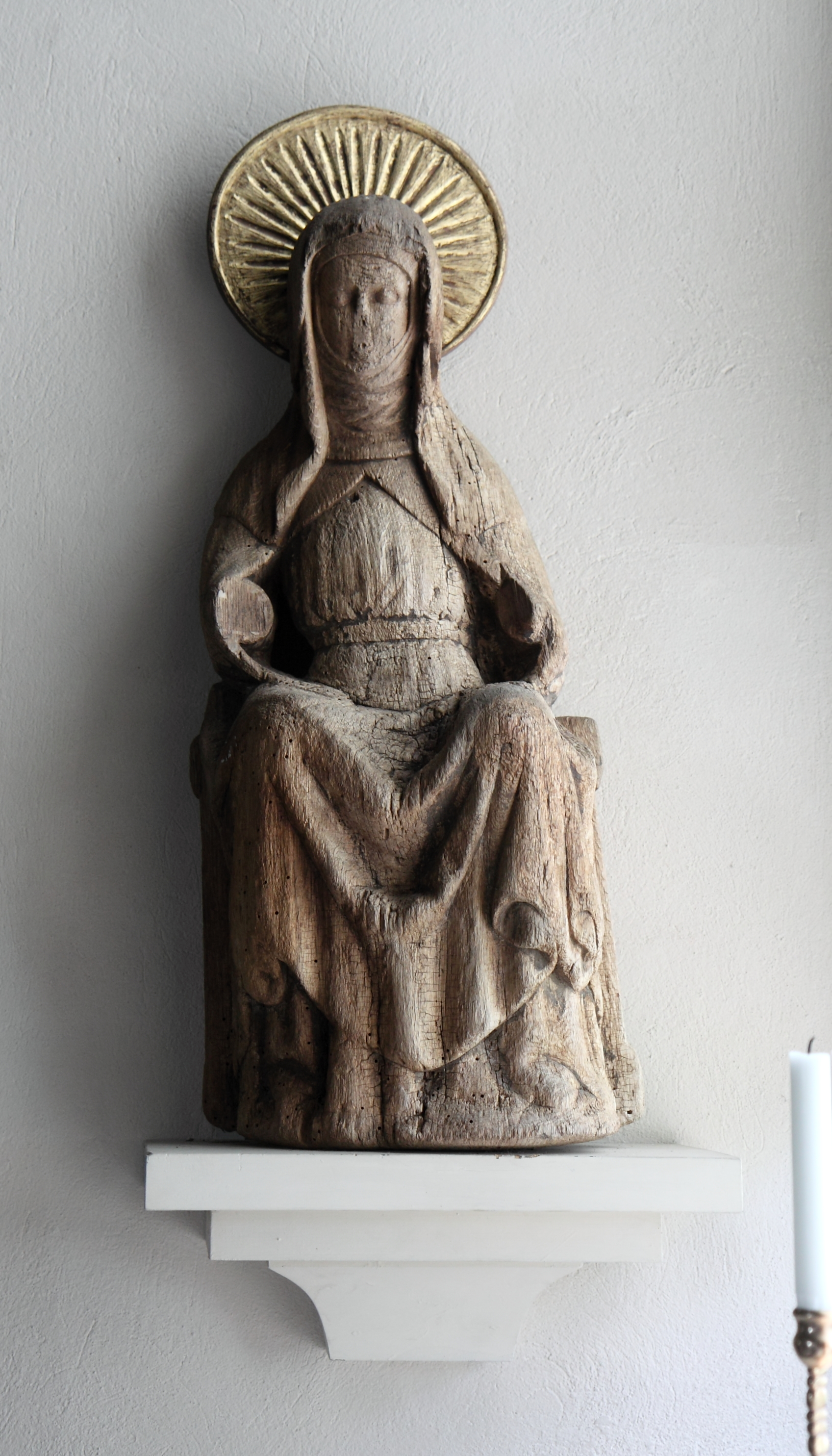
Birgitta.
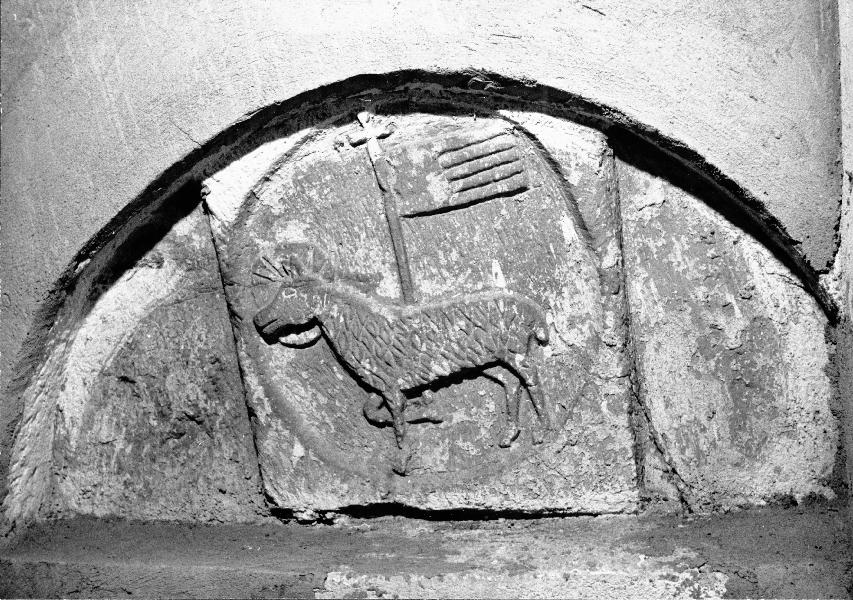
Dörröverstycke. Tympanon med lamm med segerfana.
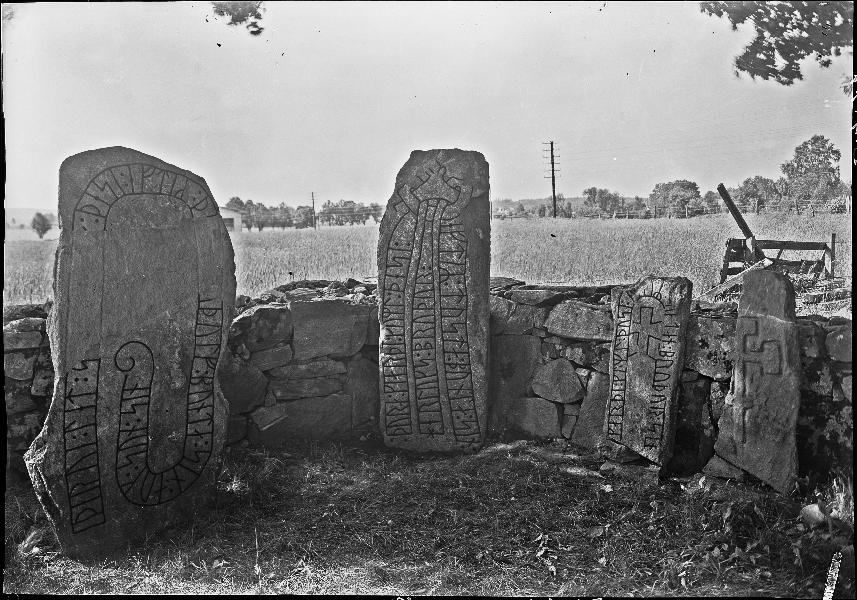
Runstenar.
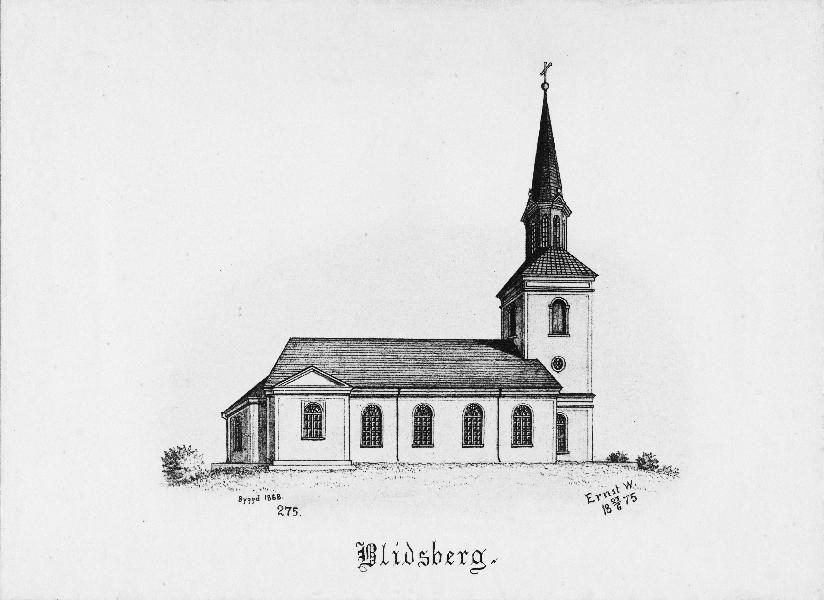
Kyrkan på en teckning från 1875.